# Distrito Escolar Independiente de Lufkin
El Distrito Escolar Independiente de Lufkin (Lufkin Independent School District) es un distrito escolar de Texas. Tiene su sede en Lufkin. El consejo escolar tiene un presidente, un vicepresidente, un secretario, y cuatro miembros.